# Toren van Sleen
De Toren van Sleen is de kerktoren van de Hervormde kerk in het Drentse dorp Sleen. De huidige toren dateert uit het begin van de 15e eeuw en is sindsdien meermaals opnieuw opgebouwd. Met een hoogte van 64 meter is het de hoogste kerktoren in Drenthe. De toren is in 1965 op de monumentenlijst geplaatst.

## Geschiedenis
De huidige kerk heeft waarschijnlijk twee voorgangers gehad. De tweede kerk is in de 14e eeuw uitgebreid met het huidige koor. De toren werd in het begin van de 15e eeuw toegevoegd, waarna vervolgens het oude schip werd vervangen door een nieuw, gotisch schip.

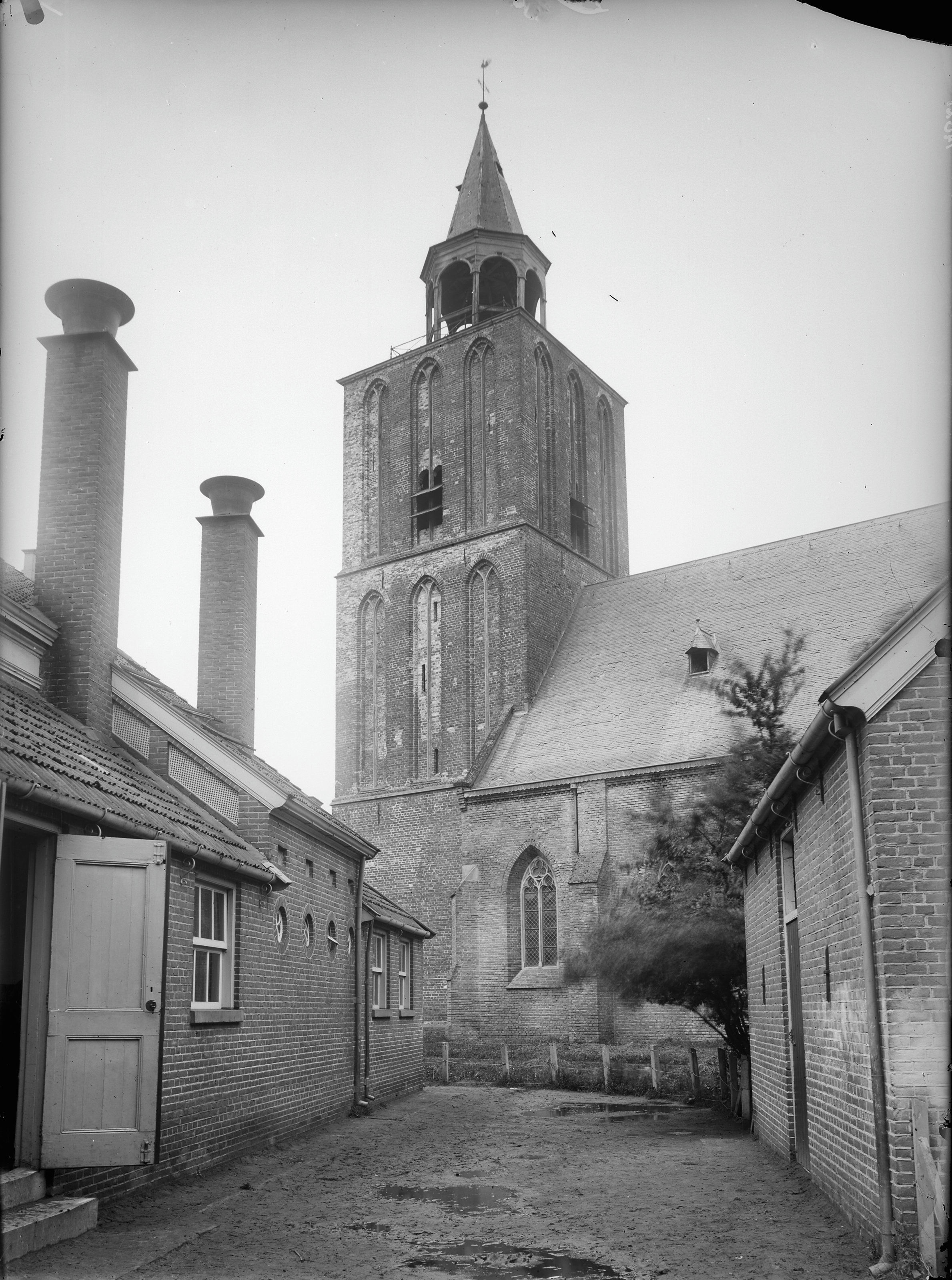
De toren met open lantaarn in 1903

In 1705 stortte de torenspits op de kerk waarbij de gewelven deels werden vernield. Na herstel sloeg in 1867 het noodlot opnieuw toe toen de bliksem insloeg, waarna de spits afbrandde. De toren werd provisorisch hersteld met een kleine open lantaarn, maar die oplossing riep veel kritiek op. In 1909 werd de lantaarn weer verwijderd, maar het duurde tot 1923 om tot het definitieve herstel te komen. 

## Beschrijving
Bij de restauratie van de kerk in 1882-1883 kreeg deze een neogotisch uiterlijk. De toren bleef echter buiten de restauratie en heeft daardoor nog grotendeels het oorspronkelijke uiterlijk. 
Tot aan de spits bestaat de toren uit drie geledingen. In de onderste, gesloten, geleding zit aan de westkant de ingang van de kerk. De twee gedingen hierboven zijn versierd met drie slanke spitsboognissen. De toren wordt bekroond door een naaldspits.
De oorspronkelijke luidklokken raakten bij de blikseminslag van 1867 dusdanig beschadigd dat ze vervangen moesten worden. De klokken werden vergoten tot twee nieuwe klokken. Rond 1925 werd een van deze nieuwe klokken vervangen door een nieuwe grote luidklok, die men in Heiligerlee vervaardigd had. Beide klokken werden echter in de Tweede Wereldoorlog geroofd. Na de oorlog leverde Eijsbouts twee nieuwe klokken.